# Tháp Société Générale
Tháp Société Générale (tiếng Pháp: Tours Société Générale) là một tổ hợp nhà chọc trời ở khu La Défense, Paris, Pháp, tổ hợp này bao gồm 2 tòa nhà chọc trời sinh đôi là tháp Alicante (Tour Alicante) nằm phía Nam và tháp Chassagne (Tour Chassagne) nằm phía Bắc. Đây hiện là nơi đặt trụ sở của một trong những ngân hàng lớn nhất nước Pháp, ngân hàng Société Générale.

## Kiến trúc
Được hoàn thành vào năm 1995, tòa tháp đôi này có độ cao tối đa 167 m. Bên trong tháp Chassagne được trang trí bằng đá trắng có nguồn gốc từ làng Chassagne ở Auvergne, còn bên trong tháp Alicante được trang trí bằng đá cẩm thạch đỏ lấy từ vùng Alicante ở Tây Ban Nha. Hai tòa tháp xây cách nhau khoảng 40 m với phần mái dốc vào giữa. Do diện tích 125.000 m² của hai tòa tháp không đáp ứng được hết nhu cầu, ngân hàng Société Générale đã phải cho xây dựng thêm một tòa nhà thứ 3 ở khu La Défense là tháp Granite, tòa nhà cao 183 m này được dự định sẽ hoàn thành trong năm 2008.